# 申鉉俊
申 鉉俊（シン・ヒョンジュン、신현준、1915年10月23日 - 2007年10月15日）は、大韓民国の軍人、外交官。本名は申奉均であり、解放後に申鉉俊に改名。創氏改名による日本名は宇田川義人（うだかわ よしひと）、富川義人（とみかわ よしひと）。
大韓民国海兵隊の設立に関わり、1949年から1953年まで初代司令官。仁川上陸作戦に韓国海兵第1連隊長として参加した。銀星章授与者。

## 人物
1915年10月23日、日本統治下の朝鮮半島、慶尚北道金泉郡（現在の金泉市）で生まれる。
本貫は平山。1919年2月、親とともに満州に移住し、長春やハルビン付近の農村を転々としながら成長した。転校を繰り返しながら朝鮮人のための農村学校に5年間通学し、別途で漢文を学んだ。生活が苦しくなると1928年1月にハルビン市内で日本人が運営する貧民救済機関仁和寮に家族で入居し、同年4月からハルビン普通学校に編入して日本語で教育を受けた。学校では昼食を食べることができないほど貧乏であったが、仁和寮の運営者の計らいにより学費は免除された。
1932年2月、ハルビン普通学校を中退して、幼いころから学んできた中国語を活かして家計を助けるため、日本軍への従軍を決意した。第14師団参謀の立石方亮大尉の専属通訳（中国語と日本語）として従軍。中等教育課程の講義録を教材にして独学した。満州国軍第5軍管区首席顧問について通訳した際、満州国軍将校になりたいと伝えたことで軍事顧問部や公館、歩兵第34団で勤務できるようになった。
1934年2月、関原六大佐の勧誘で満州国軍第5軍区顧問部に通訳として勤務。1935年3月から歩兵第34団本部の通訳として勤務。勤務期間中も勉学を続け、1936年4月に奉天の満州国軍官学校「第5期陸軍軍官軍需候補生」試験を受験し、合格した。同期の多くは比較的裕福な家庭の生まれで、申のような貧しい家庭の子供は珍しかったという。熱河省灤平の第5教導隊で3か月間の基礎軍事訓練を経て軍官学校1年間教育を受けた。1937年9月、卒業（第5期）。同期に金燦圭（のちの金白一、韓国陸軍中将）、丁一権（韓国陸軍大将、国務総理）などがいた。卒業後は歩兵第35団迫撃砲連に見習軍官として勤務した後、12月に少尉に任官した。
排長として抗日パルチザン討伐に参加。1938年4月、第5軍管区第5教導隊隷下の歩兵第5団第6連に配属。同年12月から第6管区延吉司令部に赴任して間島特設隊創設要員として活動。歩兵第1連排長。1940年7月25日、宇田川義人に創氏改名。富川義人という名前を使用することがあった。同年12月から琿春農業高等学校や琿春協和会傘下の青年訓練所の配属将校となった。1941年3月、中尉に昇進。同年2月、安図県青年訓練所の配属将校。
1943年4月、間島特設隊に原隊復帰し、機迫連（機関銃迫撃砲中隊）に勤務した。機迫連には白善燁少尉が居り、一緒に勤務していた。同年12月、熱河省に出動。1944年3月1日、上尉に昇進。同年8月1日付で歩兵第8団第6連連長に任命され、八路軍と交戦した。第8団には朴正煕や李周一などがいた。
太平洋戦争終戦後は、日本人将校と朝鮮人将校は職位解任、武装解除された。歩兵第8団第3営第7連に専属して9月に密雲に到着すると部隊を離れ、朴正煕や李周一と共に北平に移動した。北平で金学奎将軍の光復軍第3支隊に所属。申鉉俊は第3支隊平津大隊長として活動した。1946年5月6日に米軍の輸送船に乗り、8日に釜山港に到着した。
丁一権の勧誘で同年6月に、韓国海軍の前身となる韓国沿岸警備隊 に、見習士官として機関銃第2分隊に配属された。12月、任中尉（80088番）。1946年7月、准士官・下士官教育隊教育主任。1946年11月22日、仁川基地司令官。1947年9月1日、釜山基地司令官（大尉）。1948年5月1日、鎮海統制府参謀長（少領）。
1949年4月15日、約380人の兵力を基に海兵隊が創設されると、中領で初代指揮官を務めた。韓国軍内では朴正煕、金白一、丁一権、元容徳、白善燁らと満州人脈を築いていた。
1949年6月1日、任大領。
1950年9月15日の仁川上陸作戦には韓国海兵第1連隊長として参加した。1950年9月20日、任准将。1952年1月31日、任少将。1953年より、新たに創設された海兵隊第1旅団 の初代旅団長。その後、連合参謀本部情報局長、鎮海基地司令官、国防部次官補を歴任。1961年に海兵隊中将で予備役編入。
1963年よりモロッコ駐在大韓民国大使。その後、バチカン駐在大韓民国大使、第5代世界反共連盟事務総長。

## 評価
満州国軍将校の経歴により、2008年に民族問題研究所で親日人名辞書に収録する為に整理した親日人名辞書収録予定者の軍の部門に記載され、2009年に親日反民族行為真相糾明委員会の選定した親日反民族行為者リストに記載された。

## 学歴
- 満州国軍官学校（第5期）
- 大韓民国陸軍士官学校（第2期）
- アメリカ陸軍指揮幕僚大学卒業
- 大韓民国国防大学卒業

## 叙勲
- 国境事変従軍記章 1940年11月[5]
- 勲八位景雲章 1943年9月[5]
- シルバースター 1950年
- 金星乙支武功勲章 1952年
- 金星忠武武功勲章 1952年
- 銀星太極武功勲章 1952年10月26日
- 銀星太極武功勲章 1953年10月15日
- 銀星忠武武功勲章 1953年
- 無星乙支武功勲章 1953年